# Енріке Гранадос
Панталеон Енріке Хоакін Гранадос Кампінья (ісп. Pantaleón Enrique Joaquín Granados Campiña, або Енрік Гранадос-і-Кампінья (кат. Enric Granados i Campiña); 27 липня 1867, Лерида — 24 березня 1916, в протоці Ла-Манш) — іспанський композитор і піаніст, один з найбільш помітних діячів іспанської музичної культури кінця XIX — початку XX сторічь. 

## Біографія
Гранадос народився в сім'ї військового. У 1874 році родина переїхала в Барселону, де він отримав перші уроки гри на фортепіано у Франсіско Хурнета і Жуана Пужоля, відомого композитора і педагога, серед учнів якого були також Рікардо Віньес та Ісаак Альбеніс. У цей період Гранадос також вивчав теорію музики у Феліпе Педреля, активно цікавився іспанським музичним фольклором, який згодом значно вплинув на його композиторську творчість. 
У 1887 році Гранадос за підтримки одного з місцевих підприємців зміг поїхати в Париж, де протягом двох років як слухач відвідував консерваторію по класу композиції Шарля Беріо. Повернувшись в Барселону, він почав виступати як піаніст, і в 1890 році в місцевому театрі відбувся його перший сольний концерт. Через деякий час Гранадос заявив про себе як композитор, включивши в програми своїх виступів свій твір — Іспанські танці. Вони мали великий успіх і незабаром були надруковані, ставши першими виданими працями Гранадоса. 
У 1898 році з'являється перший великий твір композитора — опера «Марія дель Кармен», яка після постановки в Мадриді приносить автору широку популярність по всій країні. Написана на іспанський сюжет та сповнена національним духом, опера була захоплено сприйнята публікою, а також членами королівської сім'ї та особисто королем Альфонсом XIII. Опера була через деякий час також поставлена в Валенсії та Барселоні, однак незабаром вийшла з репертуару, так як громадськість цього часу ще не звикла до творів у національному дусі і надавала  перевагу класичним європейським операм. 
На межі сторічь Гранадос захоплюється каталонською культурою і пише ряд творів для місцевих театрів, які, однак, практично не були відомі за межами Каталонії. У 1900 році він заснував в Барселоні Товариство класичних концертів, в якому іноді виступав як диригент, а за рік після розпаду товариства — музичну академію (що отримала згодом його ім'я), в якій працював до кінця життя. Приділяючи велику увагу питанням музичного викладання, Гранадос написав ряд педагогічних робіт. Не припиняючи концертної кар'єри, в цей період він виступає з такими відомими музикантами, як Жак Тібо, Каміль Сен-Санс, Пабло Казальс (з останнім його пов'язувала міцна дружба, йому присвячені кілька творів Гранадоса). На початку 1900-х Гранадос записав кілька творів для Вельт-Міньйон. 
До 1907 року ім'я композитора було вже відоме за межами Іспанії: Габрієль Форе запрошує його в журі престижного композиторського конкурсу. В цей же час Гранадос починає створювати свій найвідоміший твір — сюїта «Гойескі». Надихнувшись картинами Франциско Гойї, які він побачив у музеї Прадо в Мадриді, композитор написав два зошити фортепіанних п'єс, перший з яких був виконаний в 1911 році в Барселоні, потім — в Парижі, а весь цикл — в 1913 році в Мадриді. Сюїта мала величезний успіх, і Гранадос вирішив написати оперу, засновану на тих самих музичних джерелах. За пропозицією американського піаніста Ернеста Шеллінга як сюжет він вибрав твір Фернандо Періке. Робота над оперою почалася в 1913 році, прем'єра була запланована на 1914 рік в Парижі, але через Першу світову війну не була здійснена. Протягом 1914-1915 років Гранадос допрацьовував твір, і 28 січня 1916 він був вперше виконаний в Нью-Йорку. Деякі критики прийняли оперу вельми прохолодно, зазначивши в ній недолік сценічного драматизму і погане оркестрування. Гранадос був першим з іспанських композиторів, який відвідав США. То ж він був запрошений президентом Томасом Вудро Вільсоном в Білий дім, де виступив як піаніст. 
Запізнившись на запланований прямий морський рейс до Іспанії, Гранадос вирішив сісти на корабель, що йде в Англію, де пересів на пароплав «Sussex», що прямував до Франції, проте 24 березня 1916 року, під час проходу по Ла-Маншу він був атакований торпедою німецької підводного човна. Корабель не затонув, проте від сильного удару багато осіб, які були на борту (в тому числі дружина Гранадоса) були викинуті у воду. Гранадос стрибнув за борт та, намагаючись врятувати дружину, потонув. 

## Творчість
Творчість Гранадоса заснована на тенденціях європейського мистецтва свого часу, проте в ній відчутний сильний вплив іспанської та каталонської народної музики. Багато фортепіанних творів композитора написані в дусі народних танців, причому як широко відомих (наприклад, хота), так і менш популярних (васконгада, парранда). З іншого боку, в фортепіанних циклах Гранадоса («Романтичні картини», «Юнацькі розповіді», «Ескізи», «Часослов») помітний деякий вплив Шумана як в гармонійній мові, так і в програмності п'єс. 
Сюїта «Гойескі» — найвідоміший твір Гранадоса — спроба об'єднати стилістичні моделі, що використовувалися композитором у своїх творах. Цікавою рисою цих п'єс є широке вживання мелізмів в дусі Доменіко Скарлятті. У них Гранадос використовує як справжні народні мелодії, так і самостійно написані їх імітації. Деякі з цих п'єс рясніють прийомами, схожими за звучанням на гітарні, завдяки чому вони отримали популярність в перекладі для цього інструменту. 
Важливе місце в творчості Гранадоса займають твори для музичного театру. З одинадцяти робіт цього жанру чотири можуть вважатися справжніми операми, решта містять великі розмовні фрагменти і наближаються за духом до сарсуел або звичайних театральних постановок. 
Перу Гранадоса також належать камерно-інструментальні та оркестрові твори, вокальні цикли та ін. Багато творів композитора були знайдені та виконані через багато років після його смерті. Ряд своїх планів Гранадос не встиг здійснити, деякі рукописи загублені. 